# Championnat de Suisse de combiné nordique 2002
Le championnat de Suisse de combiné nordique 2002 s'est déroulé le 31 mars 2002 aux Tuffes, dans le Jura français. La course de fond, qui était un sprint de 15 kilomètres, a de nouveau couronné le champion 2001, Andy Hartmann.

## Résultats
| Rang | Athlète             |
| ---- | ------------------- |
| 1    | Andreas Hartmann    |
| 2    | Ronny Heer          |
| 3    | Andreas Hurschler   |
| 4    | Seppi Hurschler     |
| 5    | Christoph Engel     |
| 6    | Thomas Engel        |
| 7    | Lucas Vonlanthen    |
| 8    | Ivan Rieder         |
| 9    | Pascal Meinherz     |
| 10   | Michael Hollenstein |